# Двигатель Toyota ND
Toyota ND — рядный четырёхцилиндровый дизельный двигатель внутреннего сгорания, выпускавшийся компанией Toyota с 2002 по 2020 год и устанавливавшийся на автомобили компании на различных рынках, включая Японию, Индию и Европу.

## 1ND-TV
1ND-TV являлся рядным четырёхцилиндровым дизельным двигателем с турбонаддувом. Впервые был представлен в 2002 году на Toyota Yaris XP10, и Toyota Yaris Verso XP20. Также это первый дизельный двигатель компании Toyota с алюминиевым блоком цилиндров. В Индии двигатель устанавливался на Toyota Corolla и Toyota Etios. Основными целями создания двигателя являются снижение выбросов углекислого газа, расхода топлива и сухой массы.

### Технические характеристики
- Объём: 1,4 л (1364 см3)[4]
- Диаметр цилиндра × ход поршня: 73 мм × 81,5 мм[5]
- Мощность: 50—66 кВт (68—90 л. с.) при 3800—4000 об/мин[6]
- Крутящий момент: 170—205 Н⋅м[7]
- ЭКО-стандарт: Евро-3 (2001—2005); Евро-4; Евро-5; Евро-6 (с 2015); BS IV
- Расход топлива: 4,8 л/100 км
- Степень сжатия: 16,0:1—18,5:1
- Система подачи топлива: аккумуляторная при давлении 1600 бар
- Выбросы CO2: 109—128 г/км
- Привод газораспределительного механизма: ремень газораспределительного механизма

### Устанавливался на
- Toyota Auris
- Toyota Corolla
- Toyota Etios
- Toyota Etios Liva
- Toyota Etios Cross
- Toyota iQ
- Toyota Ractis
- Toyota Urban Cruiser
- Toyota Verso-S
- Toyota Yaris
- Mini One D
- Toyota Probox